# Mała Wołowa Szczerbina
Mała Wołowa Szczerbina (słow. Západná volia štrbina, ok. 2355 m) – pierwsza od północnego zachodu z czterech wybitniejszych przełączek w Wołowym Grzbiecie – odcinku grani głównej Tatr pomiędzy Mięguszowieckim Szczytem Czarnym i Żabim Koniem, którym biegnie granica polsko-słowacka. Jest położona na wysokości ok. 2355 m, pomiędzy dwoma Wołowymi Rogami (Volie rohy): od zachodu na przełączkę opada Zachodni Wołowy Róg (Západný volí roh), natomiast od wschodu – Wschodni Wołowy Róg (Východný volí roh).
Przełęcz jest łatwo rozpoznawalna z Doliny Mięguszowieckiej ze względu na jej otoczenie – Wołowe Rogi z tej strony mają charakterystyczny kształt rogów. Od strony Doliny Rybiego Potoku ten kształt jest niedostrzegalny i cechuje w większym stopniu sąsiednie przełączki: Małą Rogatą Szczerbinę i Wielką Rogatą Szczerbinę.
Jest to wąsko wcięta przełączka. Od południowej, słowackiej strony z Wołowej Kotlinki można na nią wejść bez trudności piarżysto-trawiastym zboczem. Ku północnemu zachodowi, do Wyżniego Czarnostawiańskiego Kotła z przełączki, opada depresja ciągnąca się na zachód po Wołową Przehybę. Około 100 m poniżej przełęczy zamienia się ona w mokry komin. Z daleka widoczna jest jego brązowa barwa.
Przejście przez przełęcz dla taterników jest wygodnym połączeniem Doliny Żabiej Mięguszowieckiej i Czarnostawiańskiego Kotła, stanowi też istotny punkt dostępy do Wołowego Grzbietu. Przejście przez długą część roku jest utrudnione przez śniegi zalegające po północnej stronie grani.
Dawniej Małą Wołową Szczerbinę nazywano po prostu Wołową Szczerbiną. Jej nazwa pochodzi od Wołowego Grzbietu.

## Taternictwo
Pierwsze wejścia
- Katherine Bröske i Simon Häberlein, 11 września 1905 r. – letnie, przy przejściu grani,
- Janusz Chmielowski, Zygmunt Klemensiewicz i Mieczysław Świerz, 20 sierpnia 1926 r. – pierwsze właściwe przejście przełączki,
- Stanisław Krystyn Zaremba, 30 grudnia 1934 r. – zimowe[1].

Drogi wspinaczkowe
1. Granią od Czarnostawiańskiej Przełęczy do Wielkiej Wołowej Szczerbiny; II w skali UIAA, czas przejścia 1 godz. 30 min,
2. Droga Stanisławskiego (z Wyżniego Czarnostawiańskiego Kotła); IV, 2 godz. 30 min,
3. Południowym zboczem, z Wołowcowej Równi; 0, 30 min[3].

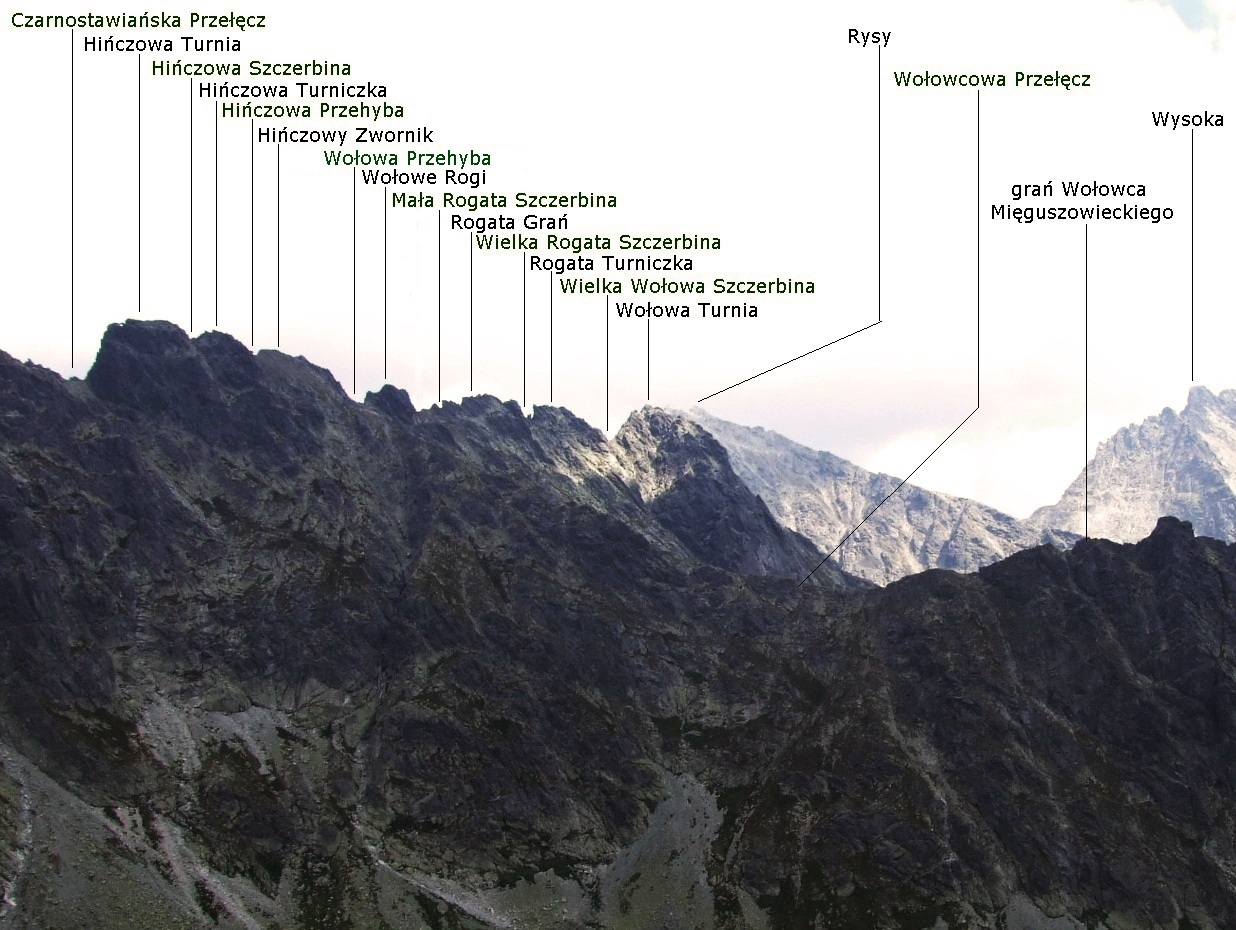
Mała Wołowa Szczerbina pomiędzy dwoma Wołowymi Rogami – widok z Wyżniej Koprowej Przełęczy